# Erstfeld
Erstfeld és un municipi del cantó d'Uri (Suïssa).